# The Timewriter
The Timewriter, eigentlich Jean F. Cochois (* 1970), ist ein deutscher DJ und Produzent im Bereich der elektronischen Tanzmusik.

## Karriere
The Timewriter war bereits als DJ zum Beispiel im Cocoon Club und mehrere Male in der Radiosendung Hr3 clubnight vertreten. Jean F. Cochois hat Remixe für Künstler wie Rammstein, Faithless, Frankie Knuckles, Mike Oldfield, Boy George oder Yello angefertigt. Neben den Remixen hat Cochois viele Tracks produziert, darunter auch die Alben Letters From Jester, Jigsaw Pieces, Diary of a Lonely Sailor, Paintbox und Soulstickers. Seit 2001 erscheint seine Mix-Serie „Deep Train“, wovon 2011 die 7. Ausgabe erschien. Viele Tracks erschienen auf Labels wie Plastic City oder Elektrolux. Seit 2004 ist Jean F. Cochois Resident-DJ in Sven Väths Cocoon Club.

## Diskographie
Alben
- Letters from the Jester, 1997, Plastic City
- Jigsaw Pieces, 1997, Plastic City
- Diary Of A Lonely Sailor, 2002, Plastic City
- Paintbox, 2005, Plastic City
- Soulstickers, 2007, Plastic City
- Resensed Part One, 2007, Plastic City
- Resensed Part Two, 2008, Plastic City
- Tiefenschön, 2010, Plastic City
- Kingdom Come, 2021, Plastic City
- Dear Human Being, 2023, Plastic City

Mix-Kompilationen
- Greetings From Plastic City, 1997, Twisted America
- Deep Train, 2001, Plastic City
- Deep Train 2, 2002, Plastic City
- Deep Train 3, 2004, Holophon
- Extreme Couching Part 5, 2005, DJ-sets.com
- Deep Train 4, 2006, Plastic City
- Deep Train 5, 2007, Plastic City
- Deep Train 6, 2009, Plastic City
- Deep Train 7, 2011, Plastic City